# سلوكية نفسية
السلوكية النفسية هي شكل من أشكال السلوكية، وهي نظرية كبرى في علم النفس تقول إن السلوك البشري بشكل عام هو سلوك مُتعَلم، اقتُرحت هذه النظرية من قبل آرثر دبليو. ستاتس. أُنشئت هذه النظرية لإحراز تقدم في دراسة مبادئ التعلم عند الحيوانات والوصول إلى القدرة على التعامل مع كافة أنواع السلوك البشري، بما فيها الشخصية والثقافة والتطور البشري. تطورت السلوكية للمرة الأولى على يد جون ب. واتسون عام 1912، الذي اخترع مصطلح السلوكية، ثم طور بورهاف فريدريك سكينر ما يعرف بـ «السلوكية الراديكالية». رفض واتسون وسكينر الفكرة التي تقضي بأن المعلومات النفسية يمكن الحصول عليها من خلال تأمل النفس أو محاولة وصف الوعي، فكل المعلومات النفسية في نظرهما كانت مشتقة من ملاحظة السلوك الظاهري. كانت الاستراتيجية التي اعتمد عليها هذان العالمان السلوكيان تقضي بأن أساسيات تعلم الحيوانات يجب أن تستخدم لاحقًا لتفسير السلوك البشري. وبالتالي، سلوكياتهما كانت مبنية على الأبحاث التي تُجرى على الحيوانات.
أخذ برنامج ستاتس مبادئ التعلم عند الحيوانات باعتبارها معلومات أساسية. ولكنه أضاف مبادئ التعلم البشري التي استنتجها تبعًا لدراسته على السلوك البشري. تعتبر هذه المبادئ فريدة من نوعها، وغير مثبتة عند أي نوع آخر. أعاد هولث النظر في السلوكية النفسية بشكل نقدي معتبرًا أنها «طريقة لتوحيد علم النفس والتحليل النفسي بشكل كبير».

## المبادئ الأساسية
تدرس السلوكية السابقة التي قدمها كل من إيفان ب. بافلوف، إدوارد ل. ثورنديك، جون ب. واتسون، بورهاف ف. سكينر، وكلارك ل. هول المبادئ الأساسية في إشراط الحيوانات. إذ كان هؤلاء السلوكيون باحثين في علم الحيوان، وبُنيت منهجيتهم الأساسية على تطبيق هذه المبادئ الحيوانية الأساسية لتفسير السلوك البشري، إذ لم يكن لديهم برامج لدراسة السلوك البشري بشكل واسع وعميق.
كان ستاتس أول من أجرى بحثه على كائن بشري، تراوحت دراسته من البحث في المبادئ الأساسية إلى البحث والتحليل النظري لمجموعة منوعة من السلوكيات البشرية في الحياة الواقعية. كان هذا ما دفع وارين تريون عام 2004 ليقترح على ستاتس تغيير اسم مقاربته إلى السلوكية النفسية، لأن سلوكية ستاتس كانت قائمة على البحث البشري وتوحيد أنواع الدراسات التقليدية مع سلوكيته. أدى هذا إلى اشتمال دراسته على المبادئ الأساسية، فعلى سبيل المثال، عامل العلماء السلوكيون الأوائل نوعي التكيف بطريقتين مختلفتين، كانت الطريقة الأكثر شيوعًا هي طريقة ب. ف. سكينر التي اعتبرت أن الإشراط الكلاسيكي والإشراط الاستثابي (الإجرائي) هما مبدآن منفصلان ومستقلان عن بعضهما. في الإشراط الكلاسيكي، إذا قدمت قطعةً من الطعام لكلب بعد فترة قصيرة من تشغيل صوت طنين، وتكرار الأمر عدة مرات، سيثير صوت الطنين إفراز اللعاب، وهذا نوع من الاستجابة الحسية. في الإشراط الاستثابي (الإجرائي)، إذا قدمت قطعةً من الطعام لكلب بعد قيام الكلب باستجابة حركية معينة، سيكرر الكلب نفس الاستجابة بتواتر أكبر.
لم يعتبر ستاتس هذين النوعين من الإشراط منفصلين، بل اعتقد أنهما يتداخلان معًا. تثير قطعة الطعام استجابة حسية في التجربة الأولى، وتمتلك قطعة الطعام المقدمة بعد قيام الكلب باستجابة حركية في التجربة الثانية تأثيرًا مقويًا على الاستجابة الحركية لذلك يتكرر حدوثها مرات أكثر في المستقبل.
يرى ستاتس أن قطعة الطعام تملك وظيفتين: الأولى أنها تثير استجابة حسية، والثانية هي تقوية السلوك الحركي الذي يسبق تقديم الطعام. لذا فالإشراط الكلاسيكي والإشراط الاستثابي مرتبطان بشكل كبير.
يلعب المحرض الشعوري الإيجابي دور المعزز الإيجابي، والمحرض الشعوري السلبي دور المعاقب، ونتيجة التعلم الحتمي عند البشر، يأخذ المحرض الشعوري الإيجابي دور المحرض التمييزي الذي يدعى بالمحفز، والمحرضات الشعورية السلبية تأخذ دور المحرضات التمييزية السلبية التي تدعى بالمثبطات. إذًا، يملك المحرض الشعوري قيمة تحريضية معززة ومثبطة. وعلى عكس مبادئ سكينر الأساسية، يكون الإشراط الشعوري والكلاسيكي هما المسببان الرئيسيان للسلوك.

## مبادئ التعلم البشري
على عكس علماء السلوكيات الآخرين، يدرس ستاتس مبادئ التعلم البشري. يقر ستاتس أن البشر يتعلمون ذخيرة سلوكية معقدة مثل اللغات والقيم والمهارات الرياضية -وهذه الذخيرة إدراكية عاطفية وحسية. وعند تعلم البشر لهذه السلوكيات تتغير قدرة الفرد على التعلم. فالصبي الذي تعلم اللغة -وهي مهارة أساسية- قادر على تعلم القراءة، والشخص الذي تعلم نظام القيم، مثل الإيمان بحرية البشر، قادر على تعلم تقييم الأشكال المختلفة من الحكومات، والفرد الذي تعلم رياضة الجري يتحرك بسرعة في حال أصبح لاعب كرة قدم. إن تعلم البشر على أساس تراكمي يمنحنا المبادئ الأساسية للسلوكية النفسية. فتعلم مجموعة مهارات معينة يمكن الفرد من تعلم مهارات أخرى تسمح له بتعلم مهارات إضافية أيضًا، وهكذا دواليك.
إن التعلم التراكمي صفة ينفرد بها البشر، يمكن أن ينقل الكائن البشري من استخدام الفؤوس اليدوية إلى الطيران نحو القمر، فالمهارات المُتعلمة التي تمكن من تعلم مهارات جديدة تسمح بتعلم مهارات أخرى جديدة هي الشكل النهائي للإنجاز.
سمح تطور هذه النظرية للسلوكية النفسية بالتعامل مع أنواع السلوك البشري بعيدًا عن الوصول إلى السلوكية الراديكالية كالشخصية على سبيل المثال.

## تأسيس نظرية الشخصية
يقترح ستاتس أن السلوكية الراديكالية غير كافية، لأنه من منظوره يحتاج علم النفس إلى توحيد المعرفة التقليدية للسلوك البشري مع السلوكية. نادى ستاتس بمعاملة علم النفس السلوكي بطريقة تمكن السلوكية النفسية من التعامل مع مواضيع غير معتادة في المدرسة السلوكية، مثل الشخصية. ووفق هذه النظرية، تحوي الشخصية ثلاثة جوانب سلوكية معقدة وواسعة:
- الذخيرة الحركية الحسية، بما فيها القدرات الحركية الحسية الأساسية، بالإضافة إلى مهارات الانتباه والتواصل الاجتماعي.
- الذخيرة الإدراكية اللغوية، بما فيها اللغة الاستقبالية، واللغة التعبيرية، واللغة التعبيرية الاستقبالية.
- الذخيرة الحركية الوجدانية، بما فيها نماذج الانفعال الوجداني السلبي والإيجابي الذي يوجه سلوك الشخص بأكمله.

يبدأ الطفل حياته دون الذخيرة السلوكية الأساسية، ويكتسبها من خلال التعلم المركب، وبينما يحدث هذا، يصبح الطفل قادرًا على الاستجابة بشكل مناسب للعديد من الحالات.
رغم أن بداية التعلم تشمل الإشراط الأساسي فقط، يتحسن تعلم الطفل عند اكتساب الذخيرة السلوكية، ويساعده على ذلك الذخيرة الفعالة الموجودة سابقًا. تعتمد الطريقة التي يختبر فيها الشخص عالمه على ذخيرته. ينتج عن بيئة الفرد الحالية تعلم الذخائر السلوكية الأساسية (ب.ب.ر). إن سلوك الفرد هو استجابته لحالته الحياتية وذخيرته السلوكية الأساسية. تعتبر الذخائر السلوكية الأساسية مستقلة وغير مستقلة في آن معًا، إذ أنها تنتج عن التعلم والسلوك السببي، مشكلةً شخصية الفرد. وفقًا لهذه النظرية، تكون الظروف الحيوية للتعلم عاملًا ضروريًا. تمنح البيولوجيا آلية التعلم وإنجاز السلوك، على سبيل المثال، لن يتعلم الطفل الذي يعاني من ضرر شديد في دماغه الذخيرة السلوكية الأساسية بشكل طبيعي.
وفقًا لستاتس، فالعضوية الحيوية هي آلية تنتج من خلالها الطبيعة التعلم الذي يؤسس الذخيرة السلوكية الأساسية التي تشكل الشخصية. تقوم هذه الذخيرة بدورها عندما تُكتسب بتعديل بيولوجيا الدماغ من خلال تشكيل اتصالات عصبية جديدة. تؤثر حالة العضوية على السلوك عن طرق التأثير على التعلم والذخائر الأساسية والعمليات الحسية. قد يكون تأثير البيئة على السلوك جينيًا، أي يحدث هنا والآن، وقد يكون بعيدًا، أي بتأثيره على الذاكرة والشخصية. بالتالي، تقدم البيولوجيا الآلية، ويقدم التعلم والبيئة محتوى السلوك والشخصية. يُفسر السلوك المبتكر باجتماع غير مألوف لسلوكيات محرضة بحالات بيئية جديدة معقدة.
النفس هي وصف الفرد لسلوكه وحالته ومادته العضوية. والشخصية والحالة والتفاعل بينهما هي القوى الثلاث الرئيسية المفسرة للسلوك. يؤثر العالم المحيط في الشخص، لكن الشخص يؤثر في العالم المحيط وفي نفسه على حد سواء.